# OC Be 2/2

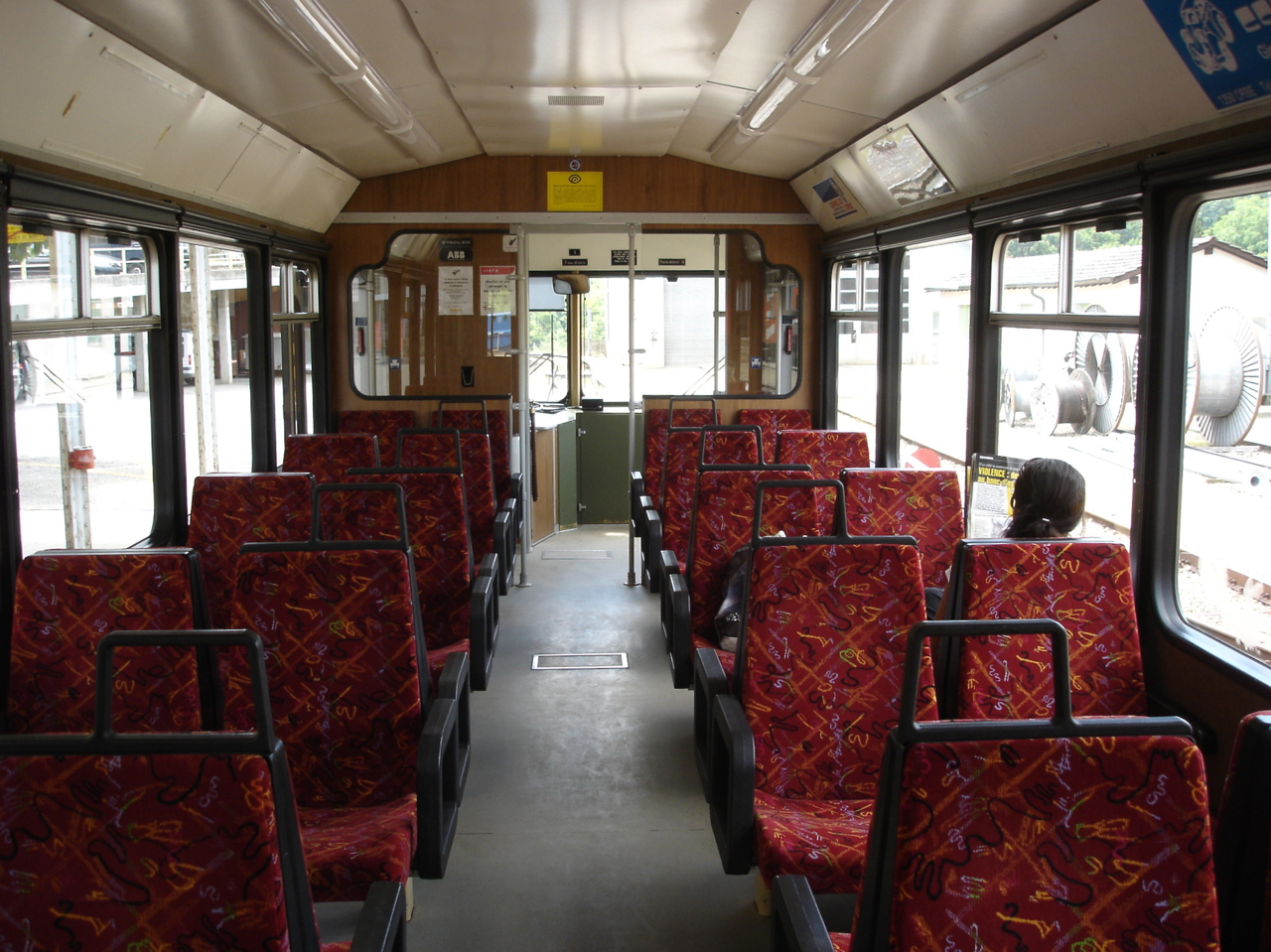
Inneneinrichtung

OC Be 2/2 ist die Typenbezeichnung eines zweiachsigen, normalspurigen Elektrotriebwagens der Chemin de fer Orbe–Chavornay (OC). Hergestellt wurde der Triebwagen von Stadler, als Fahrzeug der Travys trägt er heute die Nummer Be 557 614.

## Geschichte
Die Gesellschaft richtete im Herbst 1986 ein Kreditbegehren zum Kauf eines neuen Triebfahrzeugs an die zuständigen Behörden. Damals mussten ihre etwa siebzigjährigen Holzkastentriebwagen BDe 4/4 12 und 13 ersetzt werden, die nicht mehr den Bedürfnissen der Fahrgäste entsprachen. Die Erwägung der Beschaffung eines deutschen Schienenbusses, der mit der elektrischen Ausrüstung eines Trolleybusses versehen werden sollte, führte nicht zum Ziel. Da auch kein anderes passendes Occasionsfahrzeug für die knapp vier Kilometer lange, mit 700 Volt Gleichspannung elektrifizierte Strecke gefunden werden konnte, blieb nur die Option eines Neubaus.
Obschon sowohl nach Orbe als auch nach Chavornay Postautolinien verkehren, die den Personenverkehr in Form von Linienverlängerungen hätten übernehmen können, gab es nie konkrete Pläne, den Personenverkehr auf Autobus umzustellen. Dies weil sich die Infrastruktur, auch wegen des starken Güterverkehrs, in einem guten Zustand befand. Der Finanzbedarf für die Weiterführung des regionalen Personenverkehrs beschränkte sich somit auf die laufenden Fahrzeug- und Personalkosten, die Kosten für die Infrastruktur konnten hingegen vernachlässigt werden. Weil die Gesellschaft zudem nicht auf die Einnahmen aus dem Personenverkehr verzichten wollte, beschaffte sie 1990 für rund eine Million Schweizer Franken das Einzelstück.  
Das damals noch kleine Unternehmen Stadler war die einzige im Eisenbahnfahrzeugbau tätige Firma, die sich um den Auftrag bemühte. Es war das erste Fahrzeug, das von Stadler nach der Übernahme durch Peter Spuhler gebaut wurde und der erste Personentriebwagen von Stadler überhaupt.

## Beschreibung
Der Triebwagen ist für den Einmannbetrieb konzipiert und besitzt als Einzelfahrer weder eine Kupplung noch Puffer. Es existiert jedoch ein Abschlepphaken, wobei die Einfassungen der Scheinwerfer als Notpuffer dienen. Die elektrische Ausrüstung wurde von Asea Brown Boveri zugeliefert. Angesteuert werden die Motoren über eine konventionelle Hüpfersteuerung. Es ist eine spezielle Geschwindigkeitsüberwachungseinrichtung eingebaut, die die Einfahrgeschwindigkeit in die Endbahnhöfe überwacht. Ergänzt wird diese mit einer automatischen Senkungseinrichtung für den Stromabnehmer des Triebfahrzeuges. Diese verhindert, dass ein OC-Fahrzeug in Chavornay mit gehobenem Stromabnehmer in das Gemeinschaftsgleis – welches eine umschaltbare Fahrleitung besitzt – einfahren kann.

## Einsatz
Der Triebwagen bediente von 1990 bis 2006 fast ausschliesslich den Gesamtverkehr auf seiner Stammstrecke. Die Vorgängerfahrzeuge BDe 4/4 12 und 13 dienten nach wie vor als Reservefahrzeuge sowie für Extrafahrten. Infolge des gestiegenen Verkehrsaufkommens wurde 2006 ein Uetlibergbahn-Triebwagen (ehemals SZU BDe 576 513) sowie ein Steuerwagen (ehemals SZU Bt 912) durch Stadler Rail für die OC adaptiert. Dieser wird seither als BDe 4/4 15 (Travys BDe 557 615) bezeichnet und traf am 14. Oktober 2006 auf der OC ein. Seit 2007 führte der BDe 4/4 15 die meisten planmässigen Züge, während Be 2/2 14 als Reserve diente. Seit 2020 unternahm der Be 2/2 alle Fahrten, weil BDe 4/4 15 und Bt 51 nicht mehr im Einsatz waren. Einige Fahrten wurden im Schienenersatzverkehr durchgeführt, wenn das Triebfahrzeug nicht verfügbar war. Seit Ende August 2021 ist der Triebwagen ausrangiert.